# Mourad Mahour Bacha
Pour les articles homonymes, voir Bacha.
Mourad Mahour Bacha, né le 1963 à El Eulma ( Algérie), est un athlète algérien, spécialiste des  décathlon.

## Biographie
La Famille Mahour Bacha  est célèbre beaucoup plus par les frères Ahmed et Mourad, deux grands décathloniens plusieurs fois champions d'Algérie, Arabes ou Africains alors que le père, un ancien Volleyeur, et Abdellah, un troisième frère athlète, ont aussi marqué leur époque en étant des sportifs compétitifs.
Il remporte quatre titres de champion d'Afrique du décathlon en 1984, 1985, 1989 et 1992, et s'impose par ailleurs lors des Jeux africains de 1991,.

### Palmarès
| Date | Compétition             | Lieu       | Résultat | Épreuve          | Performance |
| ---- | ----------------------- | ---------- | -------- | ---------------- | ----------- |
| 1983 | Championnats du Maghreb | Casablanca | 3e       | Décathlon        | 6708 pts    |
| 1983 | Championnats panarabes  | Amman      | 1er      | Décathlon        | 6893 pts    |
| 1984 | Championnats d'Afrique  | Rabat      | 1er      | Décathlon        | 7 022 pts   |
| 1985 | Championnats d'Afrique  | Le Caire   | 1er      | Décathlon        | 6712 pts    |
| 1985 | Championnats d'Afrique  | Le Caire   | 2e       | Saut à la perche | 4,50 m      |
| 1988 | Championnats d'Afrique  | Annaba     | 2e       | Décathlon        | 7128 pts    |
| 1989 | Championnats d'Afrique  | Lagos      | 1er      | Décathlon        | 7080 pts    |
| 1989 | Championnats panarabes  | Le Caire   | 2e       | Décathlon        | 7168 pts    |
| 1990 | Championnats d'Afrique  | Le Caire   | 3e       | Décathlon        | 6802 pts    |
| 1990 | Championnats du Maghreb | Alger      | 2e       | Décathlon        | 7026 pts    |
| 1991 | Jeux africains          | Le Caire   | 1er      | Décathlon        | 7431 pts    |
| 1992 | Championnats d'Afrique  | Maurice    | 1er      | Décathlon        | 7467 pts    |

| Date | Résultat | Épreuve           | Performance |
| ---- | -------- | ----------------- | ----------- |
| 1984 | 1er      | Décathlon         | 7022 pts    |
| 1984 | 1er      | Saut à la perche  | 4.55 m      |
| 1989 | 1er      | Lancer du javelot | 63.54 m     |
| 1991 | 1er      | lancer du disque  | 48.90 m     |
| 1992 | 1er      | Lancer du javelot | 62.84 m     |
| 1992 | 1er      | Décathlon         | 7569 pts    |
| 1992 | 1er      | lancer du disque  | 49.00 m     |
| 1993 | 1er      | Lancer du javelot | 60.70 m     |
| 1993 | 1er      | lancer du disque  | 47.52 m     |

### Records
| Épreuve   | Performance | Lieu  | Date           |
| --------- | ----------- | ----- | -------------- |
| Décathlon | 7 934 pts   | Alger | 9 juillet 1985 |